# Јерерујк
Јерерујк (јерм. Երերույքի տաճար, Yereruyki tachar) је археолошки локалитет који карактерише присуство древне јерменске цркве. Налази се у близини села Анипемза, у покрајини Ширак у Јерменији. Јерерујк је изграђен на висоравни у близини реке Ахурјан, која дефинише границу између Јерменије и Турске, на 5 километара југоисточно од древног града Ани.
Један је од најстаријих сачуваних хришћанских грађевина у Јерменији и због тога налази се под покровитељством Унеска, као светска баштина.
Ова базилика је један од древних примера јерменске архитектуре у раној хришћанској уметности, а њена градња је започета у 4. веку, а након тога прекинута у 5. веку, да би базилика коначно била завршена у 6. веку.
Иако се ова базилика не помиње не у једним изворима, након анализирања архитектонских карактеристика, доказано је да постоји неколико сличних грађевина у Сирији.

## Етимологија и историја
На јерменском језику Јерерујк означава тресење. Према традицији, храм је добио име из једног архитектонског решења, на којем је, гледајући у њега из далека, деловало као да се објекат на решењу тресе.
Јерерујк је један од најранијих примера јерменске црквене архитектуре и једна од највећих средњевековних структура која је делимично сачувана. Према истакнутом јерменском архитекти Торосу Тораманиану, Јерерујк је јасан и можда најранији пример базиличког стила јерменских црквених објеката који су изграђени на стубовима.
Црква је била окружена дебелим зидовима, а из околних зграда, подземних просторија и акумулатора воде види се да је ова базилика била центар развијене стамбене заједнице. Није познат податак о оснивачима ове базилике, али се зна да је у 11. веку реновирана трудом супруге Овнанеса III.

## Базилика
Објекат се састоји од три бочна брода, структурирана са дебелим бочним зидовима. Са западне, северне и јужне стране објеката налазе се аркаде, две мале капеле поред апсида и две абсидалне нише на крају бочних аркада. Базилика је вероватно била покривена дрвеним носачима. Североистична капела држи највећи део два надвишена свода, на којима је један нагнут, већи у близини брода).
Ова базилика има велике сличности у градњи са сиријски базиликама, јер све оне имају торњеве на западној фасади и декоративне траке на прозорима. На источном крају јужне фасаде налази се грчки натпис сличан оном у сиријској цркви Светог Симеона из 5. века.
Заједно са базиликом Текор у Турској и катедралом у Звартноцу, базилика Јерерујк је једна од ретких јерменских цркви изграђена црепоидом. Са јужне и северне стране налази се забат, са везаним венцом на бази две колоне и листовима капитела. Западну фасаду карактеришу два прозора, попут оних на главној фасади, са различитим декоративним елементима и у високом делу фасаде, са прозорима који осветљавају брод.
Базилика је раније била обојена, али данас се боје могу видети само на прозору апсида и на композицији архитрава на јужној фасади.